# 芙蓉区
芙蓉区为湖南省长沙市辖市辖区，1996年7月10日设立，本级架构上继承原东区体制（含行政驻地）。芙蓉区辖区面积42.8平方公里，芙蓉区境内有马王堆汉墓和走马楼简牍等中国重大考古发现， 国家杂交水稻工程技术研究中心和隆平高科技园位于域内。2011年12月区划调整后，区人民政府駐东屯渡街道人民東路189號。区域总面积为42.68平方公里。

## 历史沿革
1996年7月10日，经国务院批准的长沙市区划调整方案正式实施，新设芙蓉区，芙蓉区继承原东区行政体制（含行政驻地）；芙蓉区辖原东区朝阳、都正街、府后街、韭菜园、浏正街、五里牌、文艺路、解放路和人民路（筹建阶段，后随筹建处撤销未实质成立）9个街道，原郊区马王堆和东岸二个乡、火星镇和东屯渡农场。
1998年9月18日除东岸乡外，马王堆乡、火星镇和东屯渡农场改设为街道，至此，芙蓉区下辖12个街道（含湘湖管理局）和1乡。
2001年2月7日，对文艺路街道所辖7社区重新命名。
2001年6月14日，对9街道和湘湖管理局下辖社区进行整合，2001年6月14日社區整合調整，9街道（文藝路、解放路未作調整）由92個社區調整為41個社區。
朝陽街道由16個社區整合成6個社區：即朝陽社區、五一東村社區、向韶社區、二里牌社區、人民新村社區、曙光社區。東屯渡街道將德政園等4個社區整建成4個社區：即德政園社區、荷花園社區、老屋園社區、樟木壩社區。都正街街道由9個社區整合成3個社區：即馬王街社區、定王台社區、金沙里社區。府后街街道街道由10個社區整合成3個社區：即南陽街社區、黃泥街社區、走馬樓社區。火星街道由9個社區整合成4個社區：即龍柏社區、月桂社區、紫微社區、凌霄社區。韭菜園街道由14個社區整合成6個社區：即八一橋社區、桐蔭里社區、燕山街社區、軍區社區、湯家嶺社區、蓉園社區。瀏正街街道由10個社區整合成3個社區：即寶南街社區、瀏正街社區、藩后街社區。馬王堆街道由6個社區整合成3個社區：即楊家山社區、恆達社區、荷晏社區。五里牌街道由8個社區整合成3個社區：即車站北路社區、五里牌社區、火車站社區。湘湖管理局由6個社區更名為社區：即南湖社區、湘湖社區、向陽湖社區、躍進湖社區、東湖社區、西湖社區。
2002年4月解放路街道登隆街社区更名为丰泉古井社区。

## 行政区划
芙蓉区下辖13个街道办事处：
文艺路街道、朝阳街街道、韭菜园街道、五里牌街道、火星街道、马王堆街道、东屯渡街道、湘湖街道、定王台街道、荷花园街道、东岸街道、马坡岭街道和东湖街道。

## 地理
芙蓉区辖域东与长沙县星沙城区、榔梨接壤，南以人民路为界与雨花区相邻．北沿中山路、八一路、迎宾路、湘湖街道（原湘湖渔场）与开福区相接，西以黄兴路为界与天心区、开福区毗邻。辖区面积42.8平方公里。

## 人口
根据湖南省长沙市第七次全国人口普查公报显示：芙蓉区常住人口为642010人，男性人口占比50.01%，女性人口占比49.99%，年龄结构中0-14岁占比13.82%，15-59岁占比72.6%，60岁以上占比13.58%，65岁以上占比9.6%。
全國第六次人口普查數據顯示：全区常住人口为523,730人（2010年）。

## 经济
2010年地区生产总值585.06亿元（合86.43亿美元），地方财政收入23.45亿元，社会消费品零售总额381.06亿元，城镇居民人均可支配收入24,068元（3,555美元），农村居民人均可支配收入16,420元（2,426美元）。